# 南外山
南外山（みなみとやま）は、愛知県小牧市の地名。

## 地理
小牧市南端部に位置する。東は春日井市、西は西春日井郡豊山町、北は北外山に接する。

### 河川・池沼
- 大山川

### 交通
- 愛知県道102号名古屋犬山線
- 愛知県道166号小牧岩倉一宮線

### 施設
- 航空自衛隊小牧基地

## 歴史

### 沿革
- 江戸時代 - 尾張藩領小牧代官所支配の尾張国春日井郡南外山村として所在[2]。
- 1878年（明治11年） - 春日寺入鹿新田村を編入する[2]。
- 1880年（明治13年） - 東春日井郡南外山村となる[2]。
- 1889年（明治22年） - 外山村大字南外山となる[2]。
- 1906年（明治39年） - 小牧町大字南外山となる[2]。
- 1942年（昭和17年） - 小牧飛行場建設に伴い、人家が撤去される[2]。
- 1955年（昭和30年） - 小牧市大字南外山となる[2]。
- 1964年（昭和39年） - 一部が東原町に編入される[2]。

### WEB
1. ↑  “読み仮名データの促音・拗音を小書きで表記するもの(zip形式) 愛知県” (zip).   日本郵便 (2024年2月29日). 2024年3月26日閲覧。
2. ↑  “市外局番の一覧” (PDF).   総務省 (2022年3月1日). 2022年3月22日閲覧。
3. ↑  “ナンバープレートについて”.   一般社団法人愛知県自動車会議所. 2024年1月21日閲覧。

### 書籍
1. 1 2  「角川日本地名大辞典」編纂委員会 1989, p. 1684.
2. 1 2 3 4 5 6 7 8  「角川日本地名大辞典」編纂委員会 1989, p. 1290.